# 3ds Max
3ds Max (wcześniej 3D Studio Max) – rozbudowany program do tworzenia trójwymiarowej grafiki i animacji stworzony przez firmę Kinetix. Firma została następnie zakupiona przez firmę Discreet, która wydała trzy kolejne wersje programu, aby zostać ostatecznie wcieloną do firmy Autodesk Inc. Pierwsza wersja ukazała się w 1990 roku pod nazwą 3D Studio dla systemu MS-DOS. Wersja pod system MS Windows ukazała się w 1996 roku pod nazwą „3D Studio MAX 1.0”. Obecną wersję 3ds Maxa oznaczoną rokiem 2020 przeznaczono dla środowiska Microsoft Windows.
W programie powstało wiele animacji i filmów, m.in. polska animacja pt.: Katedra i fragmenty filmu Władca Pierścieni, jednak najczęściej używany jest on do tworzenia gier komputerowych oraz wizualizacji architektonicznych.

## Opis programu
Program posiada wbudowany system do zaawansowanej animacji postaci dwunożnych – Character Studio – który do niedawna był jednym z najczęściej wykorzystywanych systemów animacji postaci przy produkcji gier komputerowych, system symulacji fizyki reactor (który w wersji 2012 został zastąpiony przez MassFX) oraz zaawansowane narzędzia do kontroli animacji za pomocą diagramów. Program oferuje szereg narzędzi do polymodelingu oraz podstawowe narzędzia do modelowania w technice krzywymi NURBS.
Program posiada system wtyczek, za pomocą których możliwe jest rozszerzenie możliwości programu, np. dopasowanie interfejsu do potrzeb użytkownika. W programie można korzystać z wielu silników renderujących, tak wbudowanych (Scanline, mental Ray), jak i dostępnych jako wtyczki (V-ray, FinalRender, Brazil R/S, Maxwell render – również jako program zewnętrzny, fryRender oraz RenderMan).